# Holophaea eurytorna
Holophaea eurytorna là một loài bướm đêm thuộc phân họ Arctiinae, họ Erebidae.